# Тиран-розбійник
Тиран-розбійник (Legatus leucophaius) — вид горобцеподібних птахів родини тиранових (Tyrannidae). Мешкає в Мексиці, Центральній і Південній Америці. Це єдиний представник монотипового роду Тиран-розбійник (Legatus).

## Опис

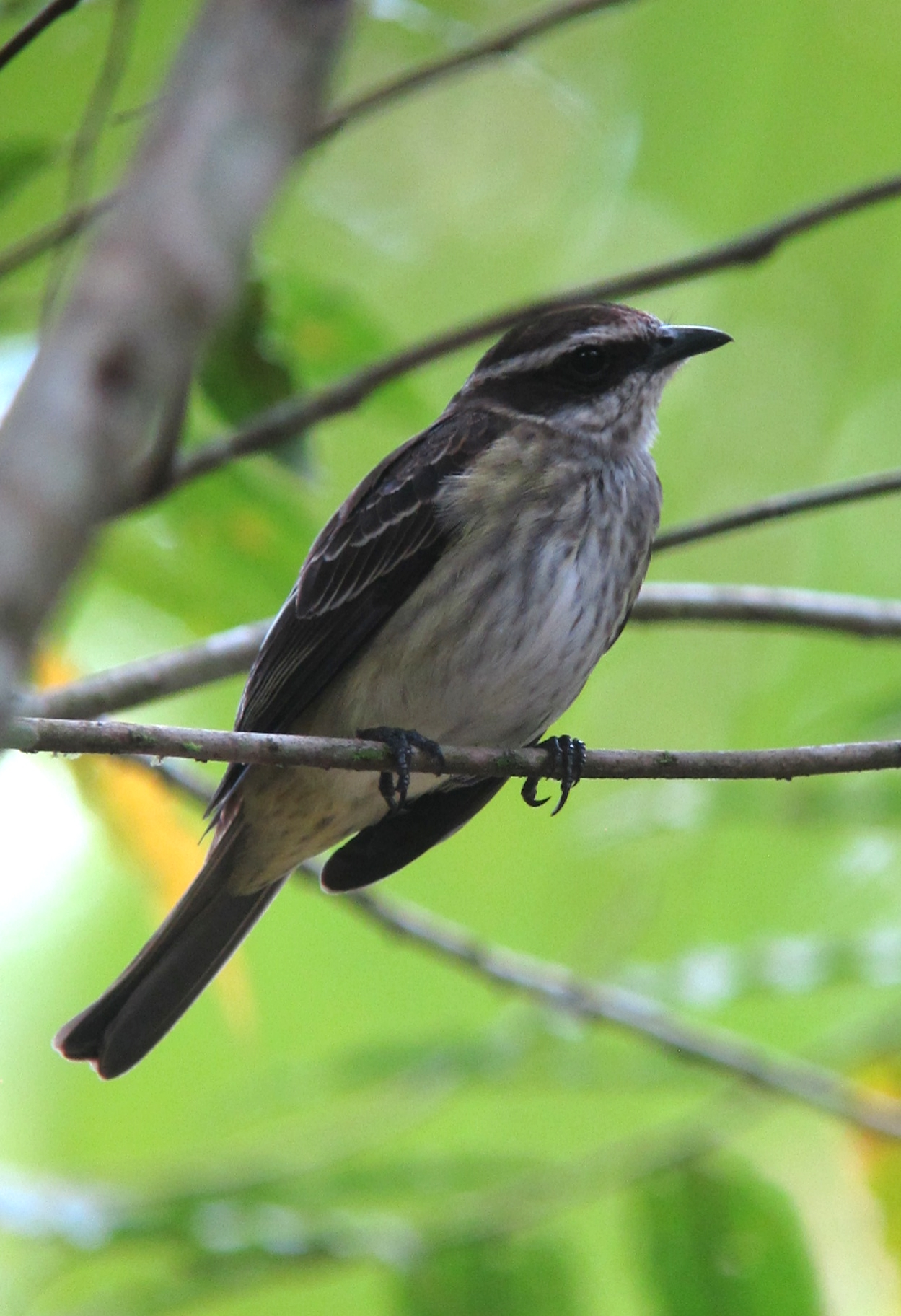
Тиран-розбійник

Довжина птаха становить 15 см, вага 23 г. Верхня частина тіла коричнева, махові пера мають вузькі білі края. На обличчі темна "маска", над очима довгі білуваті "брови", на тімені малопомітна жовта смуга, прихована оточуючим пір'ям. Горло і щоки білі, під дзьобом темні "вуса". Нижня частина тіла білувата з жовтуватим відтінком, на грудях і боках нечіткі коричневі смуги. Дзьоб короткий, широкий, темний.

## Підвиди
Виділяють два підвиди:
- L. l. variegatus (Sclater, PL, 1857) — від південно-східної Мексики до Гондурасу;
- L. l. leucophaius (Vieillot, 1818) — від Нікарагуа до південної Бразилії і північної Аргентини, острів Тринідад.

## Поширення і екологія
Тирани-розбійники мешкають в Мексиці, Гватемалі, Белізі, Гондурасі, Нікарагуа, Коста-Риці, Панамі, Колумбії, Еквадорі, Перу, Болівії, Венесуелі, Гаяні, Суринамі, Французькій Гвіані, Бразилії, Парагваї, Аргентині та на Тринідаді і Тобаго. Популяції Мексики і Центральної Америки взимку мігрують на південь. Тирани-розбійники живуть на узліссях вологих рівнинних і гірських тропічних лісів та на галявинах, в рідколіссях і саванах. Зустрічаються на висоті до 1200 м над рівнем моря. 

## Поведінка
Тирани-розбійники живляться переважно плодами, пташенят годують комахами. Вони отримали свою назву через те, що не будують гнізд, а натомість привласнюють кулеподібної форми гнізда, побудовані іншими птахами, часто більшими за розмірами, ніж самі тирани-розбійними, наприклад, жовтохвостими касиками (Cacicus cela) або шапу (Psarocolius decumanus). Як тільки тиранам-розбійникам вдається прогнати власників гнізда, самиця викидає їх яйця, і відкладає від 2 до 4 коричневих, поцяткованих чорними плямками яєць. Інкубаційний період триває 16 днів, насимджує лише самиця. Пташенята покидають гніздо через 18-20 днів після вилуплення.